# Salpesia
Salpesia is een geslacht van spinnen uit de familie springspinnen (Salticidae).

## Soorten
De volgende soorten zijn bij het geslacht ingedeeld:
- Salpesia bicolor (Keyserling, 1883)
- Salpesia bimaculata (Keyserling, 1883)
- Salpesia soricina Simon, 1901
- Salpesia squalida (Keyserling, 1883)
- Salpesia villosa (Keyserling, 1883)